# تاریخ یهودیان در آلمان
تاریخچه یهودیان آلمان به قرون وسطای آغازین (سده‌های ۵ تا ۱۰ میلادی) و قرون وسطای میانه (تقریباً ۱۰۰۰ تا ۱۲۹۹ میلادی) بازمی‌گردد. جامعه یهودیان آلمان تحت حکومت شارلمانی به رشد خود ادامه داد، اما با فرارسیدن جنگ‌های صلیبی آسیب‌های بسیار دید. اتهامات مبتنی بر مسموم کردن منابع آبی و مرگ سیاه (میان ۱۳۴۶–۵۳) باعث کشتار انبوهی از یهودیان آلمان و مهاجرت گسترده ایشان به لهستان شدند. جوامع یهودی شهرهای ماینتس، اشپیر، و ورمس مرکز کار و فعالیت یهودیان در دوران وسطی بودند که در آن‌ها اسقف‌های مسیحی به سرپرستی یهودیان و حفاظت از ایشان می‌پرداختند. نخستین جنگ صلیبی با خود دوره ای از تعقیب و آزار یهودیان را به همراه داشت که در آن ساکنان یهودی بعضی شهرها همچون تری‌یر، وورمس، ماینتز، و کلن به کل قتل‌عام شدند. جنگ بر ضد هوسی‌های از دین برون شده نیز بهانه دیگری برای تعقیب یهودیان داد. تا پایان سده ۱۵ میلادی، نفرت دینی از یهودیان آنان را مسبب همه بدی‌ها به نمایش می‌گذاشت. قساوت‌های کازاک‌های خملنیتسکی در هنام قیامش در ۱۶۴۸ در لهستان باعث مهاجرت دوباره بخشی از این یهودیان به غرب آلمان شدند. با سقوط ناپلئون در ۱۸۱۵، ناسیونالیسم فزاینده به سرکوب یهودیان دامن زد. از اوت تا اکتبر ۱۸۱۹، پوگروم‌هایی که بعدها به شورش‌های هپ-هپ معروف شدند در سراسر آلمان پدید آمدند. در این هنگام، بسیاری از ایالت‌های آلمان به کنار زدن حقوق مدنی یهودیان پرداختند و باعث مهاجرت یهودیان شدند.
از زمان موسی مندلسون تا سده ۲۰، جامعه یهودی آلمان به تدریج به رهاسازی پرداخت و سپس به رونق رسید. در ژانویه ۱۹۳۳، نزدیک به ۵۲۲٬۰۰۰ یهودی در آلمان زندگی می‌کردند. پس از آنکه نازی‌ها قدرت را در دست گرفتند و سیاست‌های ضدیهودی خود را اجرا کردند، فشار بر یهودیان به شدت بالا رفت.
نزدیک به ۶۰ درصد (برابر ۳۰۴٬۰۰۰) دست به مهاجرت از آلمان در شش سال نخست حکومت نازی زدند. در ۱۹۳۳، تعقیب یهودیان از سیاست‌های اصلی حزب نازی شد و در ۱۹۳۵ و ۱۹۳۶، سخت‌گیری‌های ضدیهودی شدت پیدا کرد. در ۱۹۳۶، یهودیان از همه شغل‌های تخصصی منع شدند و نمی‌توانستند در آموزش، سیاست، آموزش عالی، و صنعت وارد شوند. نیروهای اس‌اس دستور به اجرای شب بلورین در نوامبر ۹ و ۱۰ سال ۱۹۳۸ دادند. در این شب‌ها، مغازه‌ها و ادارات یهودی تخریب شدند و بسیاری از کنیسه‌ها به آتش کشیده شدند. تا آغاز جنگ جهانی دوم، تنها نزدیک به ۲۱۴٬۰۰۰ در آلمان باقی مانده بودند.
در پایان ۱۹۴۱، باقی مانده جامعه یهودیان مورد اخراج هدفمند به گتوها و در نهایت به اردوگاه‌های مرگ در اروپای شرقی شدند. در مه ۱۹۴۳، آلمان خود را عاری از یهود (به آلمانی: judenrein) نامید. تا پایان جنگ، نزدیک به ۱۶۰٬۰۰۰ تا ۱۸۰٬۰۰۰ یهودی آلمانی توسط نازی‌ها و همکارانشان کشته شدند. در کل، شش میلیون یهودی اروپایی به دستور نازی‌ها در جنایتی که بعدها با نام هولوکاست شناخته شد، کشته شدند.
در پایان جنگ، جامعه یهودی آلمان به آرامی آغاز به رشد دوباره کرد. در آغاز ۱۹۹۰، این رشد با ورود موجی از یهودیان مهاجر از کشورهای پساشوروی، آلمان به تنها کشوری در اروپا تبدیل شد که جمعیت یهودیان آن رو به رشد بود، و بیشتر این مهاجران روس‌زبان بودند. تا ۲۰۱۸، جمعیت آلمانی‌های یهودی به ۱۱۶٬۰۰۰ نفر رسید.
هم‌اکنون در آلمان انکار هولوکاست یا اینکه شش میلیون یهودی در طی آن کشته شدند جرم انگار می‌شود؛ تخلف از این قانون تا حداکثر ۵ سال زندان در پی دارد. در ۲۰۰۶ و در طی جام جهانی فوتبال ۲۰۰۶ آلمان، وزیر داخلی وقت آن کشور، ولفگانگ شویبله، خواهان آگاهی همگانی دربارهٔ حرکت‌های راست افراطی شد و گفت: «ما هیچ گونه افراط‌گرایی، بیگانه‌هراسی، و یهودستیزی را تحمل نخواهیم کرد.»